# Alain Vannier
 (novembre 2018).
Pour les articles homonymes, voir Vannier.
Pour l’article ayant un titre homophone, voir Alain Vanier.
Alain Vannier est le producteur exécutif de la société Orly Films, qu'il dirige en collaboration avec son fils Nicolas (ce dernier ne doit par ailleurs pas être confondu avec l'aventurier presque homonyme Nicolas Vanier).
Il est l'un des fondateurs de la société de distribution Océan Films à la fin des années 1990.

## Filmographie

### En son nom propre
- 2003 : Le Costume
- 2002 : Printemps dans une petite ville
- 2001 : Le Pharmacien de garde
- 1999 : La Neuvième Porte
- 1998 : Le Ciel, les Oiseaux et... ta mère !
- 1992 : Indochine
- 1988 : La Petite Voleuse

### Orly Films
- 2010 : Au bistro du coin de Charles Nemes
- 2009 : Je suis heureux que ma mère soit vivante de Claude Miller et Nathan Miller
- 2008 : Un homme et son chien de Francis Huster
- 2008 : Les Herbes folles de Alain Resnais
- 2007 : Skate or Die de Miguel Courtois
- 2007 : Une histoire italienne de Marco Tullio Giordana
- 2004 : 2046 de Wong Kar-wai
- 2004 : Three Times de Hou Hsiao-hsien
- 2003 : Printemps dans une petite ville de Tian Zhuangzhuang
- 2001 : Millennium Mambo de Hou Hsiao-hsien
- 2000 : HS Hors Service de Jean-Paul Lilienfeld
- 2000 : Fast Food, Fast Women de Amos Kollek
- 1999 : Chili con carne de Thomas Gilou
- 1999 : Passionnément de Bruno Nuytten
- 1999 : Le Fils du Français de Gérard Lauzier
- 1998 : Le Gône du Chaâba de Christophe Ruggia
- 1996 : Le Plus Beau Métier du monde de Gérard Lauzier
- 1996 : La Vérité si je mens ! de Thomas Gilou
- 1994 : Le Colonel Chabert d'Yves Angelo
- 1994 : Une pure formalité de Giuseppe Tornatore
- 1994 : Le Nouveau Monde d'Alain Corneau
- 1993 : La Nage indienne de Xavier Durringer
- 1992 : Indochine de Régis Wargnier
- 1992 : Un cœur en hiver de Claude Sautet
- 1992 : L'Accompagnatrice de Claude Miller
- 1991 : Merci la vie de Bertrand Blier
- 1991 : On peut toujours rêver de Pierre Richard
- 1991 : Mon père, ce héros de Gérard Lauzier
- 1990 : Tom et Lola de Bertrand Arthuys
- 1989 : Deux de Claude Zidi
- 1989 : Ripoux contre ripoux de Claude Zidi
- 1989 : Trop belle pour toi de Bertrand Blier
- 1988 : Drôle d'endroit pour une rencontre de François Dupeyron
- 1988 : À gauche en sortant de l'ascenseur d'Édouard Molinaro
- 1986 : Le Môme d'Alain Corneau